# Villingen-Schwenningen
Villingen-Schwenningen ([ˈfɪlɪŋən ˈʃvɛnɪŋən]ⓘ) es una ciudad de Baden-Wurtemberg (Alemania). Con 89 000 habitantes, la localidad que surgió de la reforma municipal en 1972, es un centro regional y universitario, así como la sede del distrito y la ciudad más poblada en el Distrito de Selva Negra-Baar. También es la sede administrativa de la Región Selva Negra-Baar-Heuberg.

## Historia
En el siglo XIII, el distrito de Villingen era una Ciudad imperial libre en el Sacro Imperio Romano Germánico, lo que permitió que el águila imperial estuviese presente en su escudo de armas. Como componente heráldico, continúa formando parte del escudo de armas de la ciudad gemela.
En 1326, la ciudad pasa a formar parte de la Austria Anterior de la Casa de Habsburgo. Durante la guerra de los Treinta Años, resistió tres asedios suecos entre 1632-1634 y en la guerra de sucesión española uno francés en 1704. En 1805 es anexionada por el Electorado de Wurtemberg y un año después pasa al Gran Ducado de Baden.
En 1972, como parte de la reforma territorial de Baden-Wurtemberg, las ciudades de Villingen y Schwenningen se fusionaron para formar Villingen-Schwenningen, que es el municipio con un doble nombre más poblado de Alemania.
De 1918 a 1933, época de la República de Weimar, Villingen perteneció a la República de Baden, mientras que Schwenningen fue asignado al Estado Libre Popular de Wurtemberg. Con el “Machtergreifung” (toma del poder por los nacionalsocialistas en 1933), Baden y Wurtemberg pasaron a tener una administración única. Después de la Segunda Guerra Mundial, Villingen perteneció temporalmente a Baden del Sur y Schwenningen a Wurtemberg-Hohenzollern. Con la fusión de los estados de Wurtemberg-Baden, Baden (Baden del Sur) y Wurtemberg-Hohenzollern, Villingen y Schwenningen se fusionaron en el nuevo estado federado de Baden-Wurtemberg. Villingen era la sede de un distrito de Baden del Sur, mientras que Schwenningen era parte del distrito de Rottweil como una "Gran ciudad de distrito" (Große Kreisstadt).
La fusión de Villingen y Schwenningen el 1 de enero de 1972 está vinculada a una profunda reforma regional en Baden-Wurtemberg que, entre varias modificaciones administrativas, redujo el número de distritos de 63 a 35. Además, se formaron doce asociaciones regionales en el país como corporaciones de derecho público. Los dos alcaldes, Gerhard Gebauer (SPD) de Schwenningen y su homólogo de Villingen, Severin Kern (CDU), ya habían acordado en 1968 unir las dos grandes ciudades del distrito. El objetivo era crear un nuevo centro regional. Esta fusión debería dar a la región, dentro de Baden-Wurtemberg, un mayor peso económico y político. La fusión de las dos ciudades fue apoyada por las principales fuerzas políticas. Ya en 1969, las dos ciudades habían coordinado importantes proyectos del gobierno local en un comité conjunto.
En marzo de 1971, los ciudadanos pudieron decidirse en las urnas: el 64,2% en Villingen apoyó la fusión y el 77,4% en Schwenningen. En noviembre de 1971, los ciudadanos eligieron a Gerhard Gebauer como primer alcalde de la ciudad de Villingen-Schwenningen.

## Política
Los alcaldes de Villingen y Schwenningen, como los alcaldes de la ciudad unida desde 1972, fueron elegidos directamente por los votantes por un período de 8 años (a veces 12 años) después de la Segunda Guerra Mundial.
Alcaldes
- 1972–1994: Gerhard Gebauer (SPD)
- 1994–2002: Manfred Matusza (CDU)
- 2002–2018: Rupert Kubon (SPD)
- Desde 2019: Jürgen Roth (CDU)[1]

## Geografía
Villingen-Schwenningen está ubicada cerca del nacimiento del Río Neckar y el Río Brigach.

## Demografía
En la Edad Media y principios de la Edad Moderna, Villingen y Schwenningen tenían solo unos pocos cientos de habitantes. La población creció lentamente y continuó disminuyendo debido a guerras, epidemias y hambrunas. Con la industrialización en el siglo XX se aceleró el crecimiento de la población. Villingen tenía solo 7800 habitantes en 1900 y 17 000 en 1939. Las asignaciones de refugiados aumentaron la población a 23 000 en 1945, aunque Villingen tuvo 1010 bajas en la Segunda Guerra Mundial (197 bajas en la Primera Guerra Mundial). En 1971 había 39 000 habitantes. Alrededor de 10 000 personas vivían en Schwenningen en 1900, en comparación con 35 000 en 1971. El 1 de enero de 1972, las dos ciudades se fusionaron en la nueva ciudad de Villingen-Schwenningen contando alrededor de 80 000 habitantes. Desde entonces, la población ha fluctuado alrededor de esta cifra. El 30 de junio de 2005, la "población oficial" de Villingen-Schwenningen era 83 921 según la oficina estatal de estadística de Baden-Wurtemberg.

## Ecología
Su ubicación próxima a la Selva Negra da al tema ecológico importancia en esta ciudad.
El gobierno federal, al igual que la Unión Europea, financian y promueven la implementación de programas para la preservación del medio ambiente en la región.

## Cultura

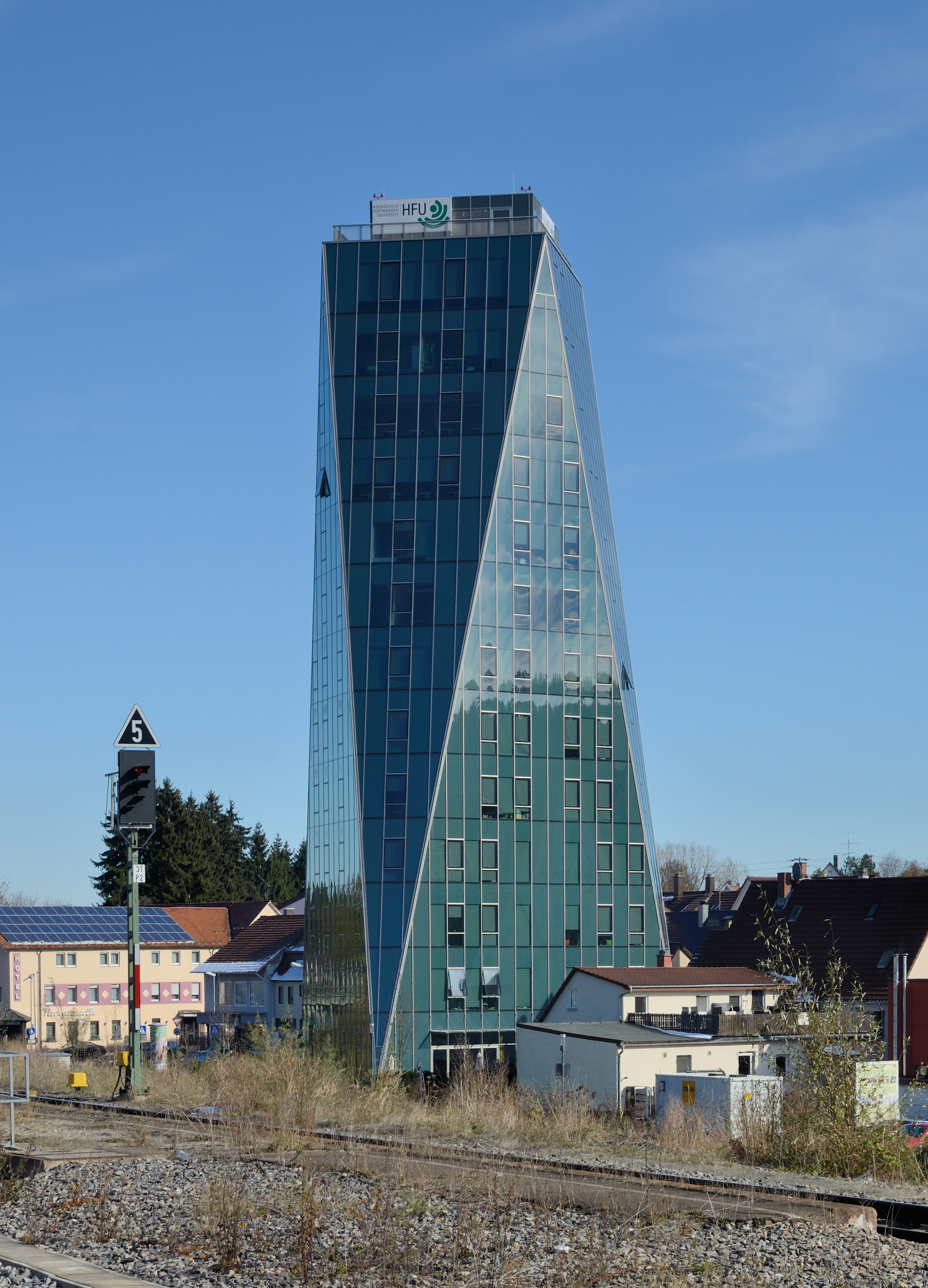
Neckar Tower, edificio multifuncional de 13 pisos.

Villingen-Schwenningen cuenta con varios escenarios culturales, entre los que destaca el “Theater am Ring”, que ofrece representaciones teatrales de todos los géneros. Hay una gran casa con ópera, teatro y ballet, así como representaciones teatrales para niños y jóvenes y un salón para charlas y lecturas teatrales. También está la sala de conciertos franciscana, abierta en 1982, tras la conversión de una antigua iglesia medieval. La sala de conciertos alberga la serie de conciertos magistrales, así como eventos de las asociaciones musicales locales y la orquesta sinfónica de Villingen-Schwenningen, fundada en 1912 por Martin Oberle como la "Asociación de la Orquesta de Villingen". Dicha orquesta solo logró grandes éxitos después de la Segunda Guerra Mundial como la "Orquesta de Cámara de Villingen". A finales de la década de 1970, se convirtió en una orquesta sinfónica.
Por otra parte, en Villingen-Schwenningen hay tres asociaciones sinfónicas de orquestas de instrumentos de viento: Stadt- und Bürgerwehrmusik Villingen, Stadtharmonie Villingen e. V. y la música de la ciudad Schwenningen. Las tres consisten en una gran orquesta de instrumentos de viento, una orquesta de juvenil, una orquesta escolar y otros conjuntos más pequeños. Cada una de las dos asociaciones de Villingen también tiene una banda de música. Además de estas tres asociaciones, existe la asociación de música Harmonie Schwenningen en las ciudades centrales, así como una asociación de música separada en cada una de las sububicaciones de Villingen-Schwenningen.
La ciudad, situada en la “Deutsche Uhrenstraße”, dispone de otras infraestructuras culturales como el Franziskanermuseum (Museo Franciscano), dedicado a la ciudad y la historia regional desde los primeros días hasta los tiempos modernos. Allí se exhiben los hallazgos de las excavaciones en Magdalenenberg, una de las tres colecciones de Spiegelhalder sobre el folclore de la Selva Negra y otras exposiciones, inclusive obras de los artistas de Villingen Hans Kraut, Hans Amann, Anton Berin y Waldemar Flaig.